# ثلاثي بوتيل هيدروكينون
ثلاثي بوتيل هيدروكينون (TBHQ, tertiary butylhydroquinone) مركب عضوي عطري اصطناعي وهو نوع من الفينول. وهو أحد مشتقات الهيدروكنون، حيث يتم استبداله بمجموعة ثلاثى-بوتيل.

## الاستخدام

### مادة حافظة للأغذية
يستخدم ثلاثي بوتيل هيدروكينون كمادة حافظة للزيوت النباتية غير المشبعة والعديد من الدهون الغذائية من أصل حيوانى. ويتميز في هذا الشأن بأنه لا يؤثر على لون الخامة التي يضاف إليها حتى في حالة وجود عنصر الحديد، كما لا يحدث أي تغيير في النكهة أو الرائحة. يمكنه أيضا أن يستخدم مصحوبًا بمواد حافظة أخرى كبوتيل هيدروكسي الأنيسول (BHA). وعند استخدامه كمضاف غذائي يأخذ رقم إي E319. ويضاف ثلاثي بوتيل هيدروكينون إلى عدد كبير من الأغذية بنسب مختلفة تبلغ في أقصى حد لها - في السمك المجمد وغيره من منتجات الأسماك - (1 جم/ كجم).  وتعد الميزة الأساسية له هي مد فترة الصلاحية للأغذية التي يضاف إليها.

### أخرى
في صناعة العطور، يتم استخدامه كمثبت لتقليل معدل التطاير وهو ما يزيد ثباته على الأسطح التي يستخدم عليها. يستخدم - في المجال الصناعى - كمثبت ليمنع التبلمر التلقائى - أو ما يسمى بالكوثرة - التي تحدث تلقائيا للبيروكسيدات العضوية. يستخدم كمضاد تأكسد للديزل الحيوي.
يضاف أيضا إلى الورنيش، وطلاء اللك، والراتنج، والمواد المضافة إلى حقول النفط.

## السلامة والتشريعات التنظيمية
قامت كل من الهيئة الأوروبية لسلامة الأغذية  وإدارة الغذاء والدواء (الولايات المتحدة) بتقييم ثلاثي بوتيل هيدروكينون، وبناء عليه قررتا كونه آمنا بالنسبة للمستهلكين في حدود معينة لتركيزه في الغذاء.  تسمح إدارة الغذاء والدواء الأمريكية بإضافة ثلاثي بوتيل هيدروكينون إلى الزيوت والدهون بتركيز لا يزيد عن 0.02%. عند تناول جرعات عالية جدا، لوحظ - في تجارب معملية - أن له تأثيرات سلبية على صحة حيوانات التجارب، على سبيل المثال لوحظ إنجابها أجيالا تعانى من أورام في المعدة وتلفا في الحمض النووى الخاص بها.
أظهرت بعض الدراسات أن تناول جرعات عالية جدا من ثلاثي بوتيل هيدروكينون لفترة طويلة قد يؤدى إلى السرطان، وخاصة بالنسبة للمعدة.  بينما توصلت دراسات أخرى تأثير معاكس لتناول نفس المركَّب – وبعض مضادات أكسدة فينولية أخرى – بما في ذلك تثبيط التسرطن الناتج عن الأمينات الحَلَقِيّة غير المتجانسة؛ من خلال تثبيط نشاط التمثيل الغذائي. تعتبر الهيئة الأوروبية لسلامة الغذاء ثلاثي بوتيل الهيدروكينون مادة غير مسرطنة.  وقد ذكرت مُراجَعَة لمطبواعات علمية في 1986 أن هناك هامش أمان واسع بين الكميات التي يتناولها الإنسان – عادة - من ثلاثي بوتيل الهيدروكينون وبين الجرعات التي تسببت في آثار ضارة أثناء الدراسات التي أجريت على الحيوانات. وعلى جانب آخر وردت بعض تقارير عن اضطرابات في الرؤية لدى الأفراد الذين تعرضوا لهذه المادة الكيميائية.